# Brachylaima oesophagi
Brachylaima oesophagi är en plattmaskart. Brachylaima oesophagi ingår i släktet Brachylaima och familjen Brachylaimidae. Inga underarter finns listade i Catalogue of Life.